# فرودگاه جزیره لرد هوئه
فرودگاه جزیره لرد هوئه (به انگلیسی: Lord Howe Island Airport) یک فرودگاه همگانی با کد یاتا LDH است که یک باند فرود آسفالت دارد و طول باند آن ۸۸۶ متر است. این فرودگاه در شهر جزیره لرد هاوو کشور ایالات متحده آمریکا قرار دارد و در ارتفاع ۵ متری از سطح دریا واقع شده‌است.

## شرکت‌های هواپیمایی و مقصدهای پروازی
Qantas is the main air flight operator to Lord Howe Island, with services from Sydney, Port Macquarie and Brisbane.
| شرکت‌های هواپیمایی                             | مقصدهای پروازی                   |
| --------------------------------------------- | -------------------------------- |
| کانتاس‌لینک اجرا توسط ایسترن استرالیا ایرلاینز | بریزبن، سیدنی فصلی: پورت مک‌گواری |